# Boivão
Boivão é uma povoação portuguesa sede da Freguesia de Boivão do Município de Valença, freguesia com 7,79 km² de área e 185 habitantes (censo de 2021), tendo, por isso, uma densidade populacional de 23,7 hab./km².

## Demografia
A população registada nos censos foi:
| Distribuição da População por Grupos Etários | Distribuição da População por Grupos Etários | Distribuição da População por Grupos Etários | Distribuição da População por Grupos Etários | Distribuição da População por Grupos Etários |
| -------------------------------------------- | -------------------------------------------- | -------------------------------------------- | -------------------------------------------- | -------------------------------------------- |
| Ano                                          | 0-14 Anos                                    | 15-24 Anos                                   | 25-64 Anos                                   | > 65 Anos                                    |
| 2001                                         | 24                                           | 28                                           | 113                                          | 82                                           |
| 2011                                         | 27                                           | 20                                           | 110                                          | 82                                           |
| 2021                                         | 11                                           | 18                                           | 87                                           | 69                                           |